# Зайцев, Владимир Терентьевич
Владимир Терентьевич Зайцев — советский деятель медицины, доктор медицинских наук, профессор.

## Биография
Родился в 1930 году в Харькове. Член КПСС.
Окончил Харьковский медицинский институт (1954, с отличием).
В 1954—1999 — клинический ординатор, врач-хирург, глава отделения, ассистент, доцент кафедры торакоабдоминальной хирургии Харьковского института усовершенствовния врачей, заведующий кафедрой факультетско-госпитальной хирургии педагогического факультета. заведующий кафедрой госпитальной хирургии лечебного факультета Харьковского медицинского института, директор Харьковского НИИ общей и неотложной хирургии.
Автор более 700 научных трудов, в том числе 32 монографий и 3 учебных пособий, автор 59 авторских свидетельств и патентов.
Научный руководитель 61 кандидата медицинских наук, научный консультант 17 докторских диссертаций.
Делегат XXV съезда КПСС.
Лауреат Государственной премии Украинской ССР в области науки и техники 1990 года.
Умер в 1999 году в Харькове.
Именем Зайцева назван руководимый им институт.

## Награды
- Орден Трудового Красного Знамени (дважды)